# BBCプライム
BBCプライム（BBC PRIME）は、英国放送協会（以下、BBC）の英国国外向け専門チャンネルである。

## 概要
BBCの商業部門子会社であるBBCワールドワイド社が、BBCのエンターテイメント関連の番組を放送していたチャンネル。具体的にはドラマ、バラエティー、コメディー、料理番組、リフォーム&ガーデニング、英語学習、ドキュメンタリー、音楽番組、子供番組　などの内容が放送されていた。元々は国際ニュースと合わせて総合編成だったBBCワールドサービステレビジョン・チャンネルが始まりだが、ニュース以外のエンターテイメント関連の番組専門のチャンネルとして分割されたのが当チャンネルである。放送地域は主にヨーロッパとアジア（その他南アフリカ）等。
2004年12月1日、当チャンネルのフォーマットを使用した日本向けBBCプライムとも言えるBBCジャパンが開局したが、程なく閉局した。
2009年11月11日、BBCエンターテインメントにチャンネル名を変更した。

## 放送されていた番組（一部）
- ミスター・ビーン